# Saurer type A (modèle de camion)
Pour la série de camions produite de 1915 à 1934, voir Saurer type A (série de camions).
Le Saurer type A est un modèle de camion fabriqué par Saurer-Suresnes pendant la Première Guerre mondiale.

## Historique
Le type A est introduit en 1912 pour compléter les type B et type C fabriqués dans l'usine française depuis 1910 (et dérivés des modèles de l'usine Saurer d'Arbon en Suisse). Le nouveau type A, plus léger (charge utile 2 t), est primé aux concours d'endurance organisés par le ministère de la Guerre en 1912, 1913 et 1914. La version produite à partir de 1913 est désignée A4 et sa production s'étend jusqu'en 1918.
À la mobilisation d'août 1914, l'Armée française réquisitionne les modèles achetés par les particuliers (ayant bénéficié des primes ministérielles) puis commande de nouveaux camions sortant d'usine. Les Saurer type A servent notamment dans les sections de transport de matériel,.

## Conception
Le Saurer type A est doté d'une transmission à cardan (ce qui le distingue des type B et C à entraînement par chaîne). Les camions Saurer sont également équipés de dispositifs avancés : un frein-moteur à air comprimé, un carburateur automatique et un régulateur de vitesse à 25 km/h.
Le moteur G2, un quatre-cylindres groupés deux par deux (cylindrée de 5,3 l), est du modèle conçu par Saurer-Suisse en 1907 et est commun aux types A, B et C. Sa puissance est cependant réduite à 24 ch sur le type A contre 30 ch sur les autres types.